# All-Star Game de la NBA 1952
El segundo All-Star Game de la NBA de la historia se disputó el día 11 de febrero de 1952 en el Boston Garden de la ciudad de Boston, Massachusetts. El equipo de la Conferencia Este estuvo dirigido por Al Cervi, entrenador de Syracuse Nationals y el de la Conferencia Oeste por John Kundla, de Minneapolis Lakers. La victoria correspondió al equipo del Este, por 108-91, siendo elegido MVP del All-Star Game de la NBA el alero de Philadelphia Warriors Paul Arizin, que consiguió 26 puntos con una serie de 9 de 13 en tiros de campo. El partido fue seguido en directo por 10.211 espectadores. Estuvo igualado hasta 5 minutos del final, cuando el Este se fue en el marcador con un parcial de 16-3. En el Oeste destacó una vez más George Mikan, que anotó 26 puntos y capturó 15 rebotes.

## Estadísticas
| 11 de febrero de 1952 | Eastern All-Stars                                         | 108–91       | Western All-Stars                                                              | |  |
|                       | Parciales: 26–22, 23–22, 33–27, 26–20                     |              |                                                                                | |  |
|                       | Estadísticas Paul Arizin 26 Harry Gallatin 9 Bob Cousy 13 | Pts Reb Asts | Estadísticas George Mikan 26 George Mikan 15 Davies, Pollard, Risen 5 cada uno | Pabellón: Boston Garden, Boston, Massachusetts Asistencia: 10,221 espectadores Árbitros: - Sid Borgia - Stan Stutz |  |

### Conferencia Oeste
Entrenador: John Kundla, Minneapolis Lakers
| CONFERENCIA OESTE           |                                        |                                        |                                        |                                        |                                        |                                        |                                        |                                        |
| Jugador, Equipo             | MIN                                    | TCA                                    | TCI                                    | TLA                                    | TLI                                    | REB                                    | AST                                    | PTS                                    |
| Jim Pollard, Minneapolis    | 29                                     | 2                                      | 17                                     | 0                                      | 0                                      | 11                                     | 5                                      | 4                                      |
| Leo Barnhorst, Indianapolis | 23                                     | 7                                      | 16                                     | 0                                      | 1                                      | 2                                      | 2                                      | 14                                     |
| George Mikan, Minneapolis   | 29                                     | 9                                      | 19                                     | 8                                      | 9                                      | 15                                     | 1                                      | 26                                     |
| Bob Davies, Rochester       | 27                                     | 4                                      | 11                                     | 0                                      | 0                                      | 0                                      | 5                                      | 8                                      |
| Bobby Wanzer, Rochester     | 22                                     | 1                                      | 8                                      | 2                                      | 2                                      | 5                                      | 5                                      | 4                                      |
| Frank Brian, Fort Wayne     | 25                                     | 4                                      | 10                                     | 5                                      | 6                                      | 7                                      | 4                                      | 13                                     |
| Vern Mikkelsen, Minneapolis | 23                                     | 5                                      | 8                                      | 2                                      | 2                                      | 10                                     | 0                                      | 12                                     |
| Dike Eddleman, Milwaukee    | 26                                     | 1                                      | 3                                      | 0                                      | 0                                      | 2                                      | 2                                      | 2                                      |
| Arnie Risen, Rochester      | 19                                     | 3                                      | 7                                      | 0                                      | 1                                      | 5                                      | 1                                      | 6                                      |
| Paul Walther, Indianapolis  | 17                                     | 1                                      | 4                                      | 0                                      | 0                                      | 2                                      | 2                                      | 2                                      |
| Larry Foust, Fort Wayne     | Seleccionado, pero no jugó por lesión. | Seleccionado, pero no jugó por lesión. | Seleccionado, pero no jugó por lesión. | Seleccionado, pero no jugó por lesión. | Seleccionado, pero no jugó por lesión. | Seleccionado, pero no jugó por lesión. | Seleccionado, pero no jugó por lesión. | Seleccionado, pero no jugó por lesión. |
| Totales                     | 240                                    | 37                                     | 103                                    | 17                                     | 21                                     | 59                                     | 27                                     | 91                                     |

MIN: Minutos. TCA: Tiros de campo anotados. TCI: Tiros de campo intentados. TLA: Tiros libres anotados. TLI: Tiros libres intentados. REB: Rebotes. AST: Asistencias. PTS: Puntos

### Conferencia Este
Entrenador: Al Cervi, Syracuse Nationals
| CONFERENCIA ESTE           |                                        |                                        |                                        |                                        |                                        |                                        |                                        |                                        |
| Jugador, Equipo            | MIN                                    | TCA                                    | TCI                                    | TLA                                    | TLI                                    | REB                                    | AST                                    | PTS                                    |
| Paul Arizin, Philadelphia  | 32                                     | 9                                      | 13                                     | 8                                      | 8                                      | 6                                      | 0                                      | 26                                     |
| Harry Gallatin, New York   | 22                                     | 3                                      | 5                                      | 1                                      | 4                                      | 9                                      | 3                                      | 7                                      |
| Ed Macauley, Boston        | 28                                     | 3                                      | 7                                      | 9                                      | 9                                      | 7                                      | 3                                      | 15                                     |
| Bob Cousy, Boston          | 33                                     | 4                                      | 14                                     | 1                                      | 2                                      | 4                                      | 13                                     | 9                                      |
| Andy Phillip, Philadelphia | 30                                     | 4                                      | 6                                      | 3                                      | 3                                      | 3                                      | 6                                      | 11                                     |
| Joe Fulks, Philadelphia    | 9                                      | 3                                      | 7                                      | 0                                      | 1                                      | 5                                      | 2                                      | 6                                      |
| Red Rocha, Syracuse        | 28                                     | 5                                      | 11                                     | 2                                      | 2                                      | 5                                      | 2                                      | 12                                     |
| Max Zaslofsky, New York    | 25                                     | 3                                      | 7                                      | 5                                      | 5                                      | 4                                      | 2                                      | 11                                     |
| Dick McGuire, New York     | 18                                     | 0                                      | 0                                      | 1                                      | 3                                      | 1                                      | 4                                      | 1                                      |
| Fred Scolari, Baltimore    | 15                                     | 5                                      | 9                                      | 0                                      | 0                                      | 0                                      | 2                                      | 10                                     |
| Dolph Schayes, Syracuse    | Seleccionado, pero no jugó por lesión. | Seleccionado, pero no jugó por lesión. | Seleccionado, pero no jugó por lesión. | Seleccionado, pero no jugó por lesión. | Seleccionado, pero no jugó por lesión. | Seleccionado, pero no jugó por lesión. | Seleccionado, pero no jugó por lesión. | Seleccionado, pero no jugó por lesión. |
| Totales                    | 240                                    | 39                                     | 79                                     | 30                                     | 37                                     | 44                                     | 37                                     | 108                                    |

MIN: Minutos. TCA: Tiros de campo anotados. TCI: Tiros de campo intentados. TLA: Tiros libres anotados. TLI: Tiros libres intentados. REB: Rebotes. AST: Asistencias. PTS: Puntos